# Guy Audoux
Pour les articles homonymes, voir Audoux.
Guy Audoux, né le 14 décembre 1949, est un ingénieur français de Formule 1, ayant travaillé principalement pour Peugeot Sport et Renault Sport.  

## Biographie
Après ses études à l'Institut universitaire de technologie de Ville-d'Avray (Paris X Nanterre) de 1968 à 1970, complétée de 1976 à 1981 par le Conservatoire national des arts et métiers, il commence sa carrière chez PSA Peugeot Citroën, à La Garenne Colombes, dans le développement des moteurs (1972 à 1982). En parallèle, il s'implique, aux côtés de Gérard Welter, dans la conception et la réalisation des voitures WM P80, motorisées par Peugeot, qui disputent les 24 Heures du Mans.  
Guy Audoux rejoint ensuite Renault Sport F1, à Viry-Châtillon, comme ingénieur de développement, puis ingénieur d’exploitation (1982-1984), en particulier auprès de l'écurie Ligier. 
Il retrouve le groupe  PSA, chez Peugeot Sport, à Vélizy-Villacoublay, comme ingénieur d’exploitation des moteurs pour les rallyes (1985-1986), Paris Dakar (1987-1990), les 24 Heures du Mans (1991-1992), la Formule 1 auprès de McLaren Racing (1994) et Jordan Grand Prix (1995).
Après trois ans au département recherche et développement, il revient à la Formule 1 auprès de l'écurie Prost Grand Prix équipée de moteurs Peugeot (1999-2000),,. 
Après l'arrêt de l'implication de Peugeot Sport en Formule 1, il rejoint, à Vélizy-Villacoublay, Asiatech, société chargée du développement et de la maintenance des moteurs Peugeot de Formule 1 fournis à Arrows et la Scuderia Minardi (2001-2002).   
Le 29 novembre 2014, il participe au lancement de l'équipe de projet « WR Biogaz Le Mans 2016 », fédérée autour de Gérard Welter et de Jean-Pierre Boudy.